# Jorge Luis Frangi
Jorge Luis Frangi (La Plata, 29 de abril de 1947-26 de octubre de 2021) fue un botánico argentino especializado en la estructura y funcionamiento de ecosistemas.Fue asesor, extensionista y divulgador sobre ecología, ambiente, conservación de la naturaleza, paisajismo y museología.

## Biografía
Jorge Luis Frangi se licenció en Botánica en la Universidad Nacional de La Plata en 1971, y se doctoró en la misma institución en 1973. Ese mismo año, realizó un postgrado en Ecología Tropical en el Instituto Venezolano de Investigaciones Científicas (Venezuela). En 1975, junto a Elsa Matilde Zardini, se encargó de la exhibición de la sala de botánica que se encontraba en el primer piso del Museo de La Plata.
Entre 1980 y 1981, trabajó en el Forest Service‑Institute of Tropical Forestry de Puerto Rico. Fue parte de la dirección de un grupo de investigaciones ecológicas de la represa del Chocón, en la evaluación de los ecosistemas en áreas que quedaron bajo el lago de la represa de Salto Grande (Argentina‑Uruguay) para la Secretaría de Estado de Transporte y Obras Públicas (SETOP) del gobierno nacional de Argentina. Entre 1989 y 1994, dirigió a un equipo para la elaboración de un inventario sobre el impacto de la silvicultura y las actividades forestales en el equilibrio del dióxido de carbono atmosférico para el Informe Nacional de Argentina sobre Cambio Climático, y posteriormente la revisión y balance del mismo informe para 1997. 
Fue docente de la cátedra de Ecología Forestal de la Facultad de Ciencias Agrarias y Forestales de la Universidad Nacional de La Plata.
Entre 1986 y 1992, fue presidente de la Asociación Argentina de Ecología y Vicedecano de la Facultad de Ciencias Naturales y Museo de la Universidad de La Plata.
En 1992 fue uno de los responsables de la exhibición "Los Alimentos que América dio al mundo" que el Museo de La Plata presentó en la Feria Universal de Sevilla. También fue uno de los idearios de temario del Museo Nacional del Petróleo (Comodoro Rivadavia).
En 1994 fundó el Laboratorio de Investigación de Sistemas Ecológicos y Ambientales (LISEA) de la Universidad Nacional de La Plata.

## Publicaciones
Realizó más de 50 trabajos científicos en el Boletín de la Sociedad Argentina de Botánica, Darwiniana, Revista del Museo de La Plata, Ecología Austral, Canadian Journal of Forest Research, Journal of Vegetation Science, entre otras.

## Premios y reconocimientos
- recibió el International Volunteer US Forest Service Award (1996)
- fue designado Académico de Número de la Academia Nacional de Agronomía y Veterinaria de la Argentina (1997)
- fue Profesor Emérito de la Facultad de Ciencias Naturales y Museo de la Universidad Nacional de La Plata.[6]